# Vollenhovia rufipes
Vollenhovia rufipes es una especie de hormiga del género Vollenhovia, tribu Crematogastrini, familia Formicidae. Fue descrita científicamente por Donisthorpe en 1949.
Se distribuye por Asia: Indonesia.